# Omar Epps
Omar Hashim Epps (* 20. července 1973 New York) je americký herec a muzikant.

## Počátky
Narodil se v Brooklynu matce Bonnie. V dětství se často stěhovali do několika sousedství v New Yorku. Než se vydal na dráhu herce, tak se svým bratrancem založil rapperské duo Wolfpack. V deseti letech začal psát scénáře.

## Kariéra
Ze začátku své kariéry byl obsazován do filmů a seriálů v rolích problematických studentů nebo sportovců. V roce 1989 se objevil ve filmu The Green Flash a o dva roky později poté v jedné epizodě seriálu ABC Afterschool Specials. Větší příležitost dostal v roce 1992, kdy si zahrál jednu z hlavních rolí ve filmu Respekt, kde hlavní roli sehrál rapper Tupac Shakur.
V roce 1994 si zahrál nástupce Wesleyho Snipese ve filmu První liga 2, kde po něm přebral roli Willieho Mayse Hayese. Za televizní film Smrtící plavba z roku 1996 obdržel cenu Silver Nymph na festivalu televizních filmů v Monte-Carlu.
V roce 2000 si zahrál v úspěšných filmech Ve spárech Yakuzy a Love & Basketball a v roce 2004 pak ve filmech Zlatíčko a Ring volný, než dostal svou nejúspěšnější roli doktora Erica Foremana v seriálu Dr. House. V seriálu z lékařského prostředí však nehrál prvně, neboť dříve hrál jednu sezonu v seriálu Pohotovost.
Naposledy se kromě Dr.House objevil ve snímku A Day in the Life.

## Ocenění

### Nominace
- 2000, Teen Choice Award – kategorie Choice Actor a Choice Chemistry (spolu s Sanaou Lathan), obojí za film Love & Basketball
- 2001, Black Reel Award – kategorie nejlepší herec, za film Love & Basketball
- 2001, MTV Movie Award – kategorie nejlepší herec, za film Love & Basketball
- 2001, Image Award – kategorie nejlepší herec, za film Love & Basketball
- 2003, Image Award – kategorie nejlepší herec v televizním filmu, za film Rozsudek
- 2005, 2006, 2009, Image Award – kategorie nejlepší herec ve vedlejší roli v dramatickém seriálu, za seriál Dr. House
- 2009, SAG Award – (spolunominace), kategorie nejlepší skupinový herecký výkon v dramatickém seriálu, za seriál Dr. House

### Vítěz
- 1997, Silver Nymph – kategorie nejlepší herec, za film Smrtící plavba
- 2007 a 2008, Image Award – kategorie nejlepší herec ve vedlejší roli v dramatickém seriálu, za seriál Dr. House

## Osobní život
Z prvního vztahu má dceru Aiyannu. V roce 2006 se oženil se svou současnou ženou Keishou, se kterou má dceru K´mari a syna Amira.
Je blízkým přítelem herce Marlona Wayanse.

## Filmografie
- 1989 – The Green Flash
- 1991 – ABC Afterschool Specials (TV seriál)
- 1992 – Respekt, Here and now (TV seriál)
- 1993 – Street Justice (TV seriál), Úsvit (TV film), Program
- 1994 – První liga 2
- 1995 – Holé lebky
- 1996 – Nevyhrožuj, Smrtící plavba (TV film), Pohotovost (TV seriál)
- 1997 – Poprvé za mřížemi (TV film), Vřískot 2
- 1998 – Blossoms and Veils
- 1999 – Snídaně šampionů, Parchanti nebo poldové?, Svatba mého nejlepšího kámoše, Právo silnějšího
- 2000 – Love & Basketball, Ve spárech Yakuzy, Dracula 2000
- 2001 – Parfém
- 2002 – Velký průšvih, Rozsudek (TV film)
- 2004 – Ring volný, Zlatíčko, Dr. House (TV seriál)
- 2009 – A Day in the Life